# Bozas
Bozas is een gemeente in het Franse departement Ardèche (regio Auvergne-Rhône-Alpes) en telt 238 inwoners (2005). De plaats maakt deel uit van het arrondissement Tournon-sur-Rhône.

## Geografie
De oppervlakte van Bozas bedraagt 12,3 km², de bevolkingsdichtheid is 19,3 inwoners per km².
De onderstaande kaart toont de ligging van Bozas met de belangrijkste infrastructuur en aangrenzende gemeenten.

## Demografie
Onderstaande figuur toont het verloop van het inwonertal (bron: INSEE-tellingen).

Vanwege een beveiligingsprobleem met de MediaWiki Graph-software is het momenteel niet mogelijk deze grafiek weer te geven. Zodra de software is bijgewerkt zal de grafiek vanzelf weer zichtbaar worden.